# Raquel Cassidy
Raquel Josephine Dominic Cassidy (Fleet, 22 gennaio 1968) è un'attrice britannica, nota soprattutto per aver interpretato Phyllis Baxter in Downton Abbey, un ruolo che le ha valso il Screen Actors Guild Award per il miglior cast in una serie drammatica nel 2015.

## Biografia
Figlia di madre spagnola e padre inglese, ha studiato lingue moderne e poi antropologia fisica al Girton College dell'Università di Cambridge. Dopo aver cominciato un dottorato di ricerca in antropologia, abbandonò la carriera accademica per dedicarsi alla recitazione. Attiva in campo televisivo, teatrale e cinematografico, ottenne il suo primo ruolo importante nel 1997, quando interpretò Viola ne La dodicesima notte di Shakespeare al Royal Court Theatre. Dopo aver recitato in serie TV, come Doctor Who e L'ispettore Barnaby, interpretò Phyllis Baxter per 23 episodi di Downton Abbey tra il 2013 e il 2015, per poi ritornare a interpretare il personaggio nei film del 2019 e del 2022.

## Filmografia parziale

### Cinema
- Festival, regia di Annie Griffin (2005)
- Famiglia all'improvviso - Istruzioni non incluse (Demain tout commence), regia di Hugo Gélin (2016)
- Downton Abbey, regia di Michael Engler (2019)
- Downton Abbey II - Una nuova era (Downton Abbey II: A New Era), regia di Simon Curtis (2022)

### Televisione
- Metropolitan Police – serie TV, 1 episodio (1999)
- Poirot (Agatha Christie's Poirot) – serie TV, episodio 11x01 (2008)
- New Tricks - Nuove tracce per vecchie volpi (New Tricks) – serie TV, 1 episodio (2009)
- Doctor Who – serie TV, 2 episodi (2011)
- Hustle - I signori della truffa (Hustle) – serie TV, 1 episodio (2012)
- L'ispettore Barnaby (Midsomer Murders) – serie TV, episodio 15x01 (2012)
- Jo – serie TV, episodio 1x01 (2013)
- Downton Abbey – serie TV, 23 episodi (2013-2015)
- Vera – serie TV, 1 episodio (2015)
- Una strega imbranata (The Worst Witch) – serie TV, 13 episodi (2017-2019)
- Testimoni silenziosi (Silent Witness) – serie TV, 2 episodi (2017)
- The Chelsea Detective – serie TV, episodio 2x02 (2023)

## Doppiatrici italiane
Nelle versioni in italiano delle opere in cui ha recitato, Raquel Cassidy è stata doppiata da:
- Laura Romano in Downton Abbey, Downton Abbey II - Una nuova era